# 블라디슬라프 라디모프
블라디슬라프 니콜라예비치 라디모프(러시아어: Владисла́в Никола́евич Ради́мов, 1975년 11월 26일, 러시아 SFSR 레닌그라드 ~ )는 러시아 프리미어리그의 제니트 상트페테르부르크에서 활약했던, 러시아의 은퇴한 축구선수이다. 그는 선수시절엔 미드필더였으며 제니트에서 주장을 한 적도 있다. 현재는 제니트-2에서 감독을 맡고 있다.

## 선수 시절
그가 어릴적 축구를 하기 전엔, 펜싱학교에 다녔었다. 하지만 9살의 나이에 스메나 축구학교에 입학하여, 축구를 시작하였다.

### 스메나 사투른
그는 상트페테르부르크의 유명 구단들이 그를 영입하지 않아, 러시아의 3부 리그인 러시아 프로페셔널 풋볼 리그의 스메나 사투른에 입단하게 된다.

### CSKA 모스크바
그는 CSKA 모스크바의 2군팀에서 경기를 뛰기 위해 1992년 6월 CSKA 모스크바로 이적해 갔다.
그는 같은 해 7월 30일, 1부리그인 러시아 프리미어리그경기에 오케안 나홋카를 상대로 데뷔하게 되었다.

### 레알 사라고사
유로 1996의 러시아 국가대표로써 3경기 모두 뛰고난 후, 레알 사라고사로 이적했다.
그는 두 시즌 반을 사라고사에서 지내왔으며 1998년이 끝나갈 쯤엔 적은 시간만 경기에 뛰게되어 결국 디나모 모스크바로 임대를 가야했다.
좋은 일이 있을 것이라 예상했지만, 러시아에서의 생활도 성공적이진 못했다.

### 레프스키 소피아
2000년에, 그는 불가리아의 A PFG 소속인 레프스키 소피아로 이적했다. 하지만, 징계로 인하여 단 3경기만 뛰었다.

### 크릴리야 소베토프 사마라
2001년에 그는 크릴리야 소베토프 사마라로 이적하며 다시 러시아로 돌아왔다. 그는 팀의 주장이 되었으며, UEFA 인터토토컵에서 네덜란드의 빌럼 II 틸뷔르흐와 경기도 치렀다.

### 제니트 상트페테르부르크
그는 비공식 추정치인 140만 달러를 받고 제니트로 이적했다. 당시 그 금액은, 구단 역사상 가장 큰 지불 금액이었다.
2003년에 로스토프를 상대로 0대0으로 비겨, 2003시즌을 우승하는 데 공헌했으며, 그 이후 팀의 주장이 되었다.
2008년 12월 31일, 제나트와의 계약이 끝난 후, 그는 축구생활을 은퇴했다.

## 국가대표팀 경력
1994년에 오스트리아를 상대로 첫 A매치를 치렀다.
유로 1996과, 유로 2004에 출전했다.

## 수상
러시아 프리미어리그
- 우승 (1회) : 2007
- 준우승 (1회) : 2003

A PFG
- 우승 (1회) : 2000-01

러시아 컵
- 준우승 (1회) : 1998-99

코파 델 레이
- 우승 (1회) : 2000-01

러시아 프리미어리그컵
- 우승 (1회) : 2003

UEFA 유로파리그
- 우승 (1회) : 2007-08

### 개인
- 1995년 스틀렐렛츠상 - 러시아 프리미어리그 '올해의 희망'상